# Luigi Paterlini
Luigi Paterlini (* 9. August 1923 in Brescia; † 1974) war ein italienischer Sprinter, der sich auf den 400-Meter-Lauf spezialisiert hatte.
Bei den Olympischen Spielen 1948 in London erreichte er im Finale der 4-mal-400-Meter-Staffel mit der italienischen Mannschaft nicht das Ziel.
1950 wurde er bei den Leichtathletik-Europameisterschaften in Brüssel Sechster im Einzelbewerb und gewann Silber in der 4-mal-400-Meter-Staffel.
1945 und 1948 wurde er Italienischer Meister. Seine persönliche Bestzeit von 47,9 s stellte er am 16. August 1948 in Colombes auf.